# Maria Opferung (Nettershausen)

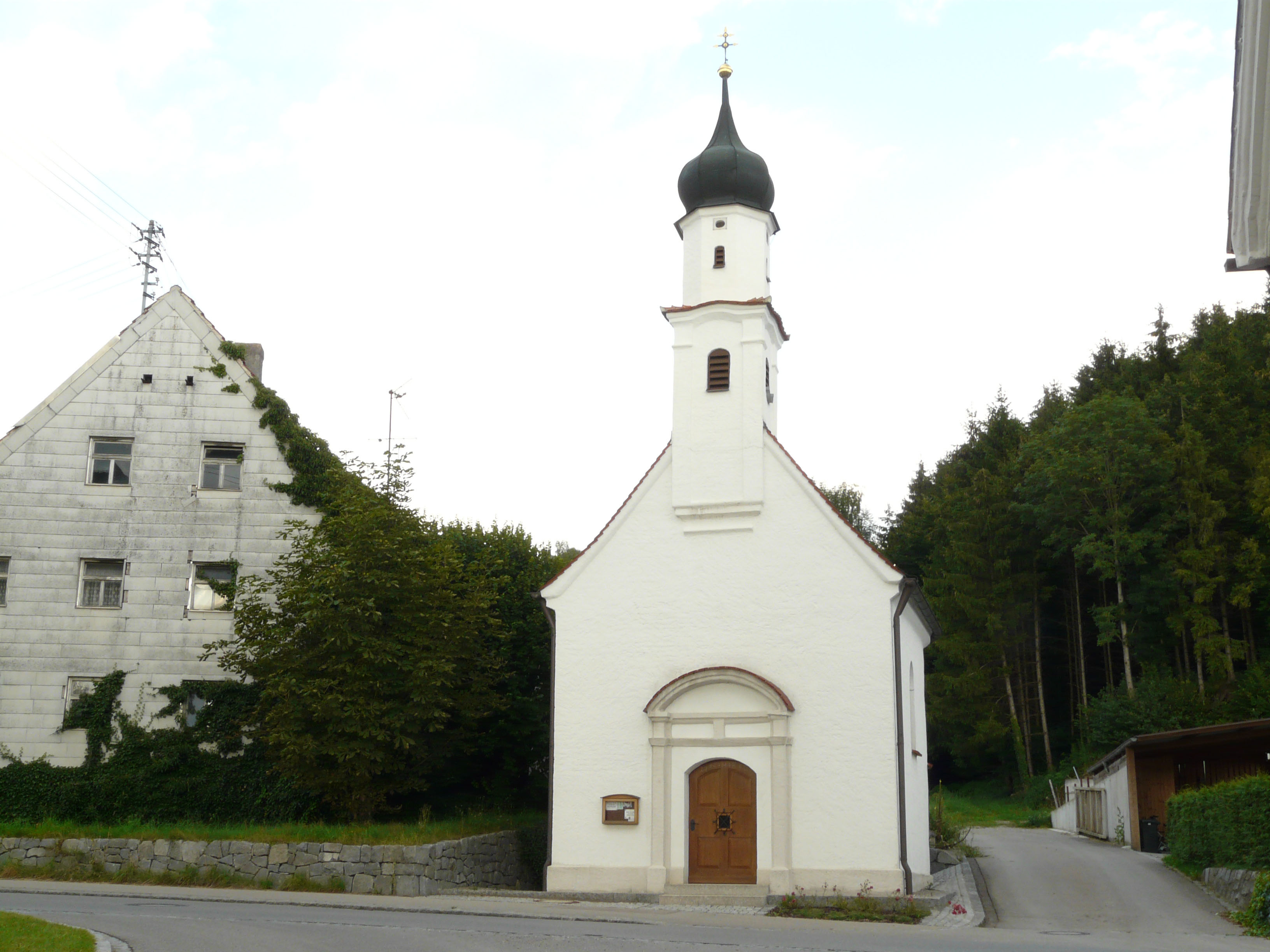
Maria Opferung in Nettershausen

Die römisch-katholische Kapelle Maria Opferung steht in Nettershausen, einem Stadtteil von Thannhausen im schwäbischen Landkreis Günzburg von Bayern. Das denkmalgeschützte Bauwerk ist in der Liste der Baudenkmäler in Thannhausen unter der Nr. D-7-74-185-41 eingetragen.

## Beschreibung
Die Kapelle wurde 1699 erbaut und 1791 umgestaltet. Sie besteht aus einem Langhaus das im Osten halbrund abgeschlossen ist. Über der Fassade im Westen erhebt sich ein quadratischer Giebelreiter, der sich achteckig fortsetzt und in einer Zwiebelhaube mündet. In der Fassade befindet sich das Portal in Form einer Ädikula. Der Innenraum des Langhauses ist mit einer Flachdecke überspannt. Die Deckenmalerei von 1792 wurde erst 2004 freigelegt.